# تكساس الإسبانية
تُعد تكساس الإسبانية (بالانجليزية: Spanish Texas) إحدى المقاطعات الداخلية للنائب الملكي الاستعماري لإسبانيا الجديدة من عام 1519 حتى عام 1821. أعلنت إسبانيا ملكية المنطقة في عام 1519. بدأت غارات العبيد التي شنّها الإسبان على ما أصبح يُعرف باسم تكساس في القرن السادس عشر، ما خلق جوًا من العداء مع الأمريكيين الأصليين (الهنود) الأمر الذي سبب صعوبات لا نهاية لها للإسبان في المستقبل. لم تحاول إسبانيا إقامة وجود دائم لها إلا بعد أن أقامت فرنسا مستعمرة فورت سانت لويس في عام 1685. في عام 1688، فشلت المستعمرة الفرنسية جراء الخلاف الداخلي وهجمات هنود كارانكاوا. في عام 1690، في استجابة للخوف من التعدي الفرنسي، اصطحب المستكشف الإسباني ألونسو دي ليون العديد من المبشرين التابعين للكنيسة الرومانية الكاثوليكية إلى شرق تكساس، حيث أسسوا أول بعثة في المنطقة. فشلت تلك المحاولة أيضًا في إنشاء مستعمرة إسبانية بسبب عداء هنود كادو.
عاد الإسبان إلى جنوب شرق تكساس في عام 1716 ونظموا عدة بعثات وقاعدة عسكرية للحفاظ على منطقة عازلة بين الأراضي الإسبانية ومنطقة لويزيانا الفرنسية. تأسست سان أنطونيو في عام 1719 وأصبحت العاصمة والمستوطنة الأكبر في تيخاس الإسبانية. هددت قبيلة ليبان أباتشي المستعمرة التي أقيمت حديثًا حتى عام 1749 عندما أبرمت معاهدة سلام مع الإسبان. بعد ذلك، تم تهديد كل من الإسبان وقبيلة ليبان من قِبًل غارات قبيلة كومانشي حتى عام 1785 بعد تفاوضهم مع الإسبان اتفاقية سلام. في عام 1803، حصلت الولايات المتحدة على ملكية جزء غير محدد من تكساس، إلى جانب شراء لويزيانا، الأمر الذي ضاعف من تأثير الأنجلو أمريكيين.
خلال حرب الاستقلال المكسيكية من عام 1810 حتى عام 1821، شهدت تكساس العديد من الاضطرابات. وصل عدد السكان الإسبان إلى 5000 شخص كحد أقصى بالإضافة إلى دماء مختلطة والهنود المسجلين في عام 1810، بقي 2500 شخص فقط في تكساس من أصل إسباني بحلول نهاية الحرب. حصلت المكسيك على استقلالها عن إسبانيا في عام 1821 وأصبحت تكساس الإسبانية جزءًا من المكسيك المستقلة. حصلت تكساس على استقلالها عن المكسيك في عام 1836 وانضمت إلى الولايات المتحدة في عام 1845.
لم يتمكن الإسبان من السيطرة على معظم ولاية تكساس التي كانت من أقصى حدود الطموحات الاستعمارية الإسبانية. على الرغم من الطبيعة الهزيلة للاستعمار الإسباني، إلا أن التأثير اللاتيني واضح تمامًا في تكساس. ما تزال المفاهيم المعمارية الإسبانية حاضرة حتى اليوم. تم تسمية العديد من المدن والأنهار في تكساس من قِبل الإسبان، إلى جانب العديد من المقاطعات في جنوب وغرب تكساس التي يسكنها في الغالب أفرادًا من أصل إسباني. أدى الإدخال غير المقصود للأمراض الأوروبية من قِبَل الإسبان إلى انخفاض عدد السكان الأمريكيين الأصليين، ما سبب فراغًا سكانيًا ملأه لاحقًا المستوطنون الأنجلو أمريكيون. تسبب رعي الماشية الأوروبية في انتشار نبات المسكيت في المنطقة ليحل محل الأراضي العشبية المحلية بينما كان المزارعون الإسبان يعملون بحراثة الأرض ورويها وتغيير المناظر الطبيعية. على الرغم من أن تكساس تبنت في نهاية المطاف أشكال النظام القانوني الأنجلو أمريكي، إلا أنها حافظت على العديد من الممارسات القانونية الإسبانية، بما في ذلك مفاهيم الإعفاء من المنزل والممتلكات العامة.